# PZB模式
PZB模式是於1985年由英國劍橋大學的三位教授Parasuraman, Zeithaml and Berry所提出的服務品質概念模式，簡稱為PZB模式。中心概念為顧客是服務品質的決定者，企業要滿足顧客的需求，就必須要彌平此模式的五項缺口。

## 三項基本議題
1. 與評估產品相比，顧客評鑑服務的困難度較高。
2. 服務品質的認知結果是起源於顧客期望和企業員工服務實際表現之差距。
3. 不能僅從服務結果評估服務品質之優劣，還必須包括服務傳達過程之評估。

## 五項缺口模式
1. 顧客期望與經營管理者之間的認知缺口，當企業不了解顧客的期待時，便無法提供讓顧客滿意的服務。
2. 經營管理者與服務規格之間的缺口，企業可能會受限於資源及市場條件的限制，可能無法達成標準化的服務，而產生品質的管理的缺口。
3. 服務品質規格與服務傳達過程的缺口，企業的員工素質或訓練無法標準化時或出現異質化，便會影響顧客對服務品質的認知。
4. 服務傳達與外部溝通的缺口，例如做過於誇大的廣告，造成消費者期望過高，使實際接受服務卻不如預期時，會降低其對服務品質的認知。
5. 顧客期望與體驗後的服務缺口，是指顧客接受服務後的知覺上的差距，只有這項缺口是由顧客決定缺口大小。

故缺口一至缺口四可由企業透過管理與評量分析去改進其服務品質。